# Središte za razvoj vođa Marko Babić
Središte za razvoj vođa Marko Babić je središte za obuku dočasnika i časnika Hrvatske vojske u Udbini. Središte je svečano otvoreno 13. rujna 2019. u vojarni "Josip Jović" u Udbini, a cilj središta je razvijati visoko motivirane, obučene i kompetentne vođe na temeljnim razinama zapovijedanja. Središte je ustrojeno po modelu Središta gardijskog za specijalističku obuku dočasnika Damir Tomljanović Gavran koje je djelovalo u Šepurinama od 1994. do 2000. godine.

## Povijest
U veljači 2019. godine objavljena je odluka MORH-a i GS HV da će u Udbini u vojarni Hrvatske vojske Josip Jović biti novo obučno središte za obuku dočasnika i časnika Hrvatske vojske, nazvano po Marku Babiću. Bit će ustrojeno po modelu Središta gardijskog za specijalističku obuku dočasnika Damir Tomljanović Gavran koje je djelovalo u Šepurinama od 1994. do 2000. godine. Početak rada Središta obilježit će se održavanjem prvog zajedničkog postroja polaznika i podizanjem stijega na svečanoj ceremoniji jeseni 2019. u Kninu.
Ime je dobilo po heroju Domovinskog rata, branitelju Vukovara, pukovniku Marku Babiću koji je bio zamjenik zapovjednika 3. bojne 204. vukovarske brigade, legendarnog zapovjednika obrane Borova naselja Blage Zadre. Nakon njegove pogibije, Marko Babić preuzeo je zapovijedanje bojnom. Babić i njegovi suborci uspješno su uništavali neprijateljske tenkove na Trpinjskoj cesti, poznatoj kao "Groblje tenkova" i uspjeli je obraniti od napada JNA do zadnjih dana Bitke za Vukovar.
Središte se osniva radi unaprjeđenja vođenja i zapovijedanja na nižim taktičkim razinama (vod/satnija) te tim putem stvaranja visoko motiviranih, obučenih i kompetentnih vođa te instruktora na početnim dočasničkim i časničkim dužnostima. Obuka je namijenjena dočasnicima obnašajućim dužnosti od razine vođe skupine, preko zapovjednika desetine do prvog dočasnika voda te časnicima razine zapovjednika voda.
Vojarna je izabrana zbog nekoliko razloga. Već se njome služe pripadnici Zapovjedništva za specijalne snage, zbog čega ima svu infrastrukturu za obuku i smještaj pripadnika središta i polaznika tečaja. Infrastruktura ima i dva kilometara dugu pistu na koju može sletjeti većina vojnih letjelica. Na izvrsnom je zemljopisnom položaju, dobro prometno povezana i blizu su ostale nastavno-vježbovne lokacije kao što su poligoni Slunj, Crvena zemlja kod Knina, Zemunik. Također je izboru pridonijelo idealno zemljište za provedbu zahtjevne obuke.
Središte je svečano otvoreno 13. rujna 2019. u vojarni "Josip Jović" u Udbini, čija je glavna namjena na temeljima iskustava iz Domovinskog rata i razvijenih standarda, a uvažavajući nove izazove i potrebe, ciljanom obukom razvijati visoko motivirane, obučene i kompetentne vođe na temeljnim razinama zapovijedanja.
Svečanosti su nazočili predsjednica Republike Hrvatske i vrhovna zapovjednica OS RH Kolinda Grabar-Kitarović, potpredsjednik Vlade i ministar obrane Damir Krstičević, načelnik Glavnog stožera OS RH general zbora Mirko Šundov, posebni savjetnici ministra obrane umirovljeni general-pukovnik Ante Gotovina i Božo Kožul, obitelj Babić i Tomljanović te brojni drugi visoki vojni i civilni uzvanici. Uzvanike su pozdravili i bivši polaznici nekadašnjeg Središta gardijskog za specijalističku obuku dočasnika u Šepurinama.
Obuka prve generacije vođa svečano je završila 28. listopada 2019. u Kninu. Ukupno 43 novih vođa Hrvatske vojske uspješno je završilo šestotjednu obuku, čija je kruna bila hodnja iz vojarne u Udbini do Kninske tvrđave. U 32 sata hodajući kroz tri županije, odnosno 88 kilometara, pripadnici Hrvatske vojske još jednom su dokazali visoku razinu spremnosti, profesionalizma i obučenosti. 
Dolaskom u kraljevski grad Knin ističu, podsjećaju i na svoje prethodnike i iskustva iz Domovinskog rata koja predstavljaju izvor snage i motivacije hrvatskim vojnicima. Na Kninskoj tvrđavi polaznicima zahtjevne obuke Središta za razvoj vođa Marko Babić uručene su značke i diplome o uspješno završenoj obuci.
Središte za razvoj vođa organizacijski se nalazi u okviru Zapovjedništva za obuku i doktrinu "Fran Krsto Frankopan" Hrvatske kopnene vojske, a njegov zapovjednik je pukovnik Tomislav Kasumović.

## Poveznice
- SG SOD Damir Tomljanović Gavran
- Zapovjedništvo specijalnih snaga

## Vanjske poveznice
- YouTube: Središte za razvoj vođa "Marko Babić"
- YouTube: Otvoreno novoustrojeno Središte za razvoj vođa "Marko Babić" u Udbini
- YouTube: Obuka u Središtu za razvoj vođa "Marko Babić"